# Didierea trollii
Didierea trollii ist eine zweihäusige Pflanzenart aus der Gattung Didierea in der Familie der Didiereaceae. Benannt wurde die Pflanze nach Wilhelm Troll (1897–1978), einem Professor für Botanik an der Universität Mainz und dem Gründer des Botanischen Gartens in Mainz.

## Beschreibung
Didierea trollii wächst mit zuerst niederliegenden, später mit aufrechten Trieben und wird bis 2 Meter hoch oder auch noch höher. Die 2 bis 3 Zentimeter dicken, graugrünen Triebe sind mit spiralig angeordneten und flachen Warzen versehen. Auf diesen Warzen befinden sich Areolen mit 1 bis 3 Zentimeter langen, grau gefärbten und strahlenförmig ausgebreitete Dornen. Es werden 5 verlängert elliptisch oder verkehrt eiförmige Blätter ausgebildet. Sie sind 15 bis 25 Millimeter lang und 3 bis 8 Millimeter breit.
Die weißlich bis grünlich gelben Blüten stehen sehr gedrängt beieinander. Die Narbe ist hell rosa gefärbt und die Früchte werden 5 bis 7 Millimeter lang.

## Verbreitung, Gefährdung und Systematik
Didierea trollii ist im Süden von Madagaskar, von Ampotaka bis Ifotaka verbreitet. Die Art steht auf der Roten Liste der IUCN und gilt als gefährdet (Vulnerable).
Die Erstbeschreibung der Art wurde 1961 durch René Paul Raymond Capuron und Werner Rauh aufgestellt. Zu der Art gibt es eine ungültige Beschreibung als Didierea arachnoides.